# Momentum (Neal Morse)
Momentum è il sedicesimo album in studio del cantante statunitense Neal Morse, pubblicato l'11 settembre 2012 dalla Metal Blade Records e dalla Radiant Records.

## Tracce
Testi e musiche di Neal Morse, eccetto dove indicato.
1. Momentum – 6:25
2. Thoughts (Part 5) – 7:51 (Neal Morse, Randy George)
3. Smoke and Mirrors – 4:38 (testo: Chris Thompson, Neal Morse)
4. Weathering Sky – 4:15
5. Freak – 4:29
6. World Without End – 33:39

DVD bonus nell'edizione limitata
1. The Making of Momentum
2. Music Videos

## Formazione
Musicisti
- Neal Morse – tastiera, chitarra, voce
- Mike Portnoy – batteria
- Randy George – basso
- Chris Carmichael – strumenti ad arco
- Paul Gilbert – assolo di chitarra (traccia 1)
- Eric Gillette – voce aggiuntiva (traccia 2)
- Wil Morse – voce aggiuntiva (traccia 2)
- Rick Altizer – voce aggiuntiva (tracce 3 e 4)
- Adson Sodré – assolo di chitarra (traccia 5)
- Bill Hubauer – clarinetto, flauto traverso, chitarra e tastiera aggiuntiva (traccia 6-IV)

Produzione
- Neal Morse – produzione
- Rich Mouser – missaggio
- Jerry Guidroz – ingegneria parti di batteria
- Ken Love – mastering

## Classifiche
| Classifica (2012) | Posizione massima |
| ----------------- | ----------------- |
| Belgio (Vallonia) | 165               |
| Francia           | 166               |
| Germania          | 56                |
| Paesi Bassi       | 51                |
| Svezia            | 44                |